# Waldenserkirche (Todenhausen)

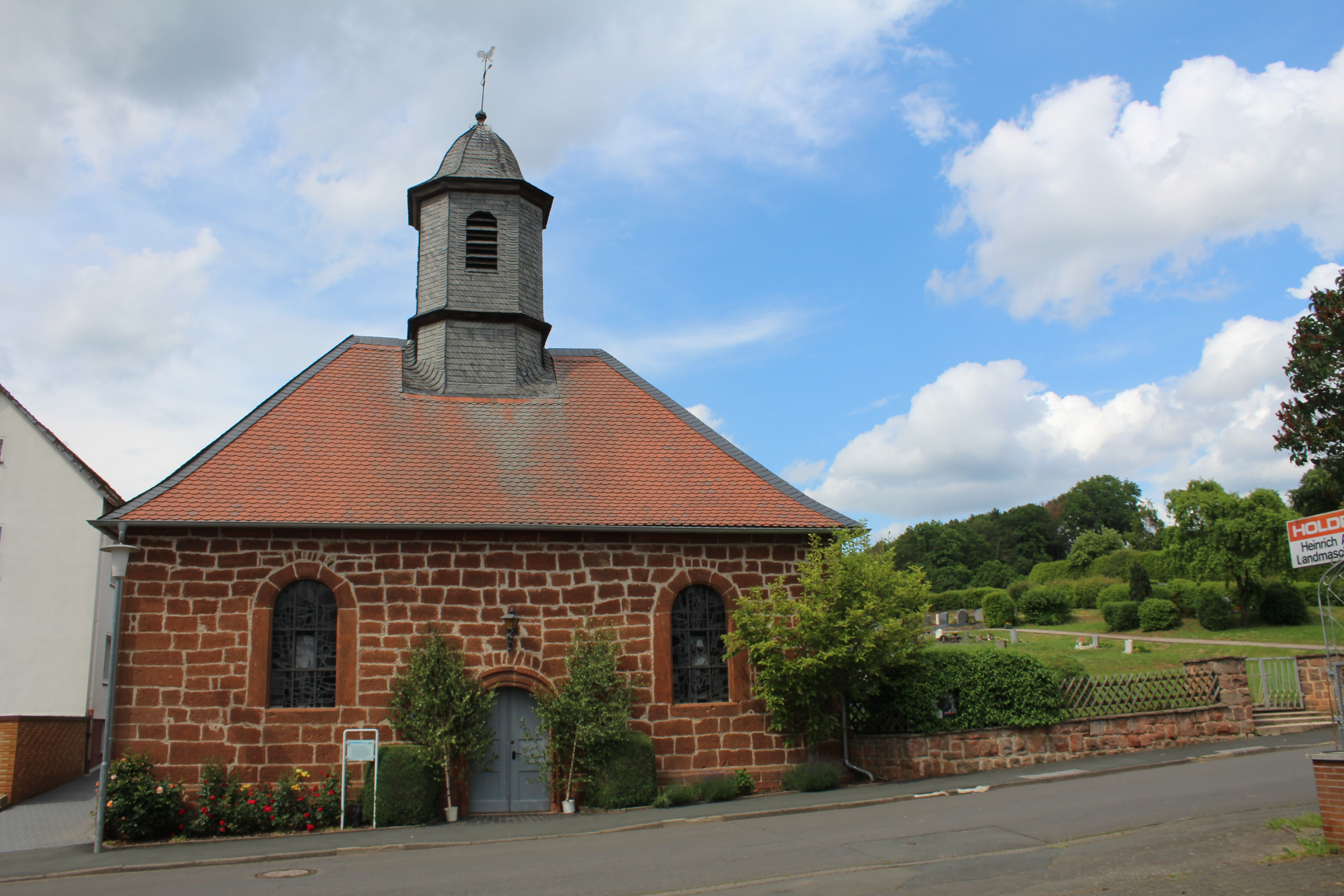
Ansicht von Süden

Die Waldenserkirche ist die evangelische Kirche von Todenhausen, einem Ortsteil der Gemeinde Wetter im mittelhessischen Landkreis Marburg-Biedenkopf.

## Geschichte
Im Jahre 1720 erklärte Landgraf Karl von Hessen-Kassel seine Bereitschaft, 40 waldensische Familien aus Frankreich, die zuvor in Württemberg Unterkommen gefunden hatten, zu übernehmen, und gründete für sie den Ort Französisch-Todenhausen (im Unterschied zu Deutsch-Todenhausen).
Der in Bruchstein errichtete Kirchenbau, ein schlichter, mit Walmdach abgeschlossener Baukörper mit achtseitigem Dachreiter, wurde 1744 begonnen, nach Ausweis einer Inschrifttafel im Innern der Kirche aber erst am 21. September 1755 eingeweiht. Erst 1784 erhielt die Kirche eine heute noch vorhandene Glocke.
In der ehemaligen Volksschule in Todenhausen befindet sich das Hugenotten- und Waldenserarchiv.